# 法比恩·维迪尔
法比恩·维迪尔（Fabienne Verdier，1962年—），出生于法国巴黎 ，是一位以娴熟的中国水墨技法而闻名的法国女画家。

## 生平介绍
在20世纪80年代，年仅20岁的法比恩·维迪尔曾经孤身来到中国学习绘画长达十年之久。1983年从法国图卢兹美术学院毕业后，正在巴黎东方语言研究所学习中文的她毅然拒绝了当地奖学金而主动要求被派往中国学习传统中国书画。在刚刚改革开放的历史背景下，图卢兹与重庆确定了合作关系，而法比恩则成了两个城市之间第一个交换学生。
然而在刚刚结束的文化大革命的影响以及当时的社会主义环境下，她千里迢迢前来追寻的东方文化却并非想象中那么触手可及。由精通中国传统艺术的画家，书法家，艺术家，雕塑家设计的艺术学校课程，由于不符合社会主义现实主义的思想而被扣上了颠覆的帽子。为了阻止民众练习书法，甚至连书法家的手被砍掉的事都司空见惯。虽然法比恩·维迪尔到达中国时文化大革命已经结束，可广大艺术家仍旧处在躲躲藏藏的恐慌之中。
1984年法比恩·维迪尔正式进入四川美术学院进行学习，并师从四川书法大师和山水画家黄原为师。黄原先生被法比恩执着的精神和天赋所打动，并指导法比恩长达十年之久。在回到法国后，法比恩·维迪尔写下来她在中国十年的求学生涯，并于2005年出版了自传《沉默的旅客》。
回到法国后，法比恩·维迪尔遍访各大博物馆开始重新审视西方艺术，并从Rogier van der Weyden, Jan van Eyck等画家身上汲取了大量灵感。融合东西方文化情结与艺术技法的独树一帜的风格，使她受到了美术届的广泛关注。2013年，她在布鲁日Groeninge美术馆进行了展出，并成为第一个被收入该馆永久收藏的现代艺术家。
法比恩·维迪尔目前在巴黎附近的Vexin工作和生活。

## 创作过程
法比恩·维迪尔在创作之前，往往在图纸上反复对图案进行构思和整理。她会在绘画之前，想象着脑海中的构图一遍一遍地在摊开在地板上的画板上练习运笔的姿势。巨大的毛笔用铁链悬挂在工作室12米高的天花板上，用35匹马尾巴做成的巨型笔刷沾满了颜料任由挥洒。她还在捆绑笔刷的皮带上装上了自行车把手，以便在极大幅面的画板上任由帷幄地进行创作。

## 个人展览
法比恩·维迪尔早在1983年便举行了首次个人展览，她在国际范围内举办了无以数计的个人和集体展览。她参与了2012年德国沃尔夫斯堡美术馆的“放缓的艺术”大型群展，并曾在法国驻北京大使馆，香港当代艺术中心，中国重庆美术中心，布鲁日Groeninge美术馆，台湾太平洋文化基金会，巴黎大皇宫，Joyce画廊等地举办过个人展览。
在作品受到国际私人和公众收藏家广泛关注的同时，她也曾为一些知名收藏家进行私人委托创作。她的作品被Francois Pinault，Barbier-Mueller，苏黎世美术馆Hubert Looser收藏系列，蓬皮杜中心，以及赛努奇博物馆等多处收藏。